# ロシア国境軍

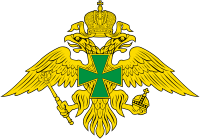
ロシア国境軍の紋章

ロシア国境軍の警備艦艇旗（ロシア海軍の軍艦旗に似た聖アンデレ十字式のデザイン）

ロシア国境軍（ロシアこっきょうぐん、ロシア語: Пограничные войска；略称:ПВ）は、ロシア連邦の国境警備隊、沿岸警備隊。ソ連時代はソ連国家保安委員会（KGB）に所属し、ロシア連邦時代に連邦国境庁（FPS）として独立したが、2003年3月、連邦保安庁（FSB）所属に移管された。日本ではロシア国境警備隊と呼ばれることが多い。5月28日が「国境警備隊の日」とされている。
独立国家共同体（CIS）諸国やモンゴルのような友好国との国境の警備は、逐次非軍事化が図られている。その一方で、ロシア連邦内のチェチェン共和国の行政境界は、軍事組織が警備を実施している。

## 名称の変遷
ロシア革命以降の所轄官庁の変遷を記述する。
- 財務人民委員部附属国境警備隊（1918年5月 - 1920年11月）
- チェーカー警備課（1920年11月 - 1923年7月）
- 国家政治保安部（GPU）国境警備課（1923年7月 - 1926年11月）
- 統合国家政治局（OGPU）国境警備・軍総局（1926年11月 - 1934年7月）
- 内務人民委員部（NKVD）国境警備軍総局（1934年7月 - 1938年9月）
- 内務人民委員部国境・国内軍総局（1938年9月 - 1939年3月）
- 内務人民委員部国境軍総局（1939年3月 - 1949年10月）
- 国家保安省国境軍総局（1949年10月 - 1953年3月）
- 内務省国境軍総局（1953年3月 - 1956年6月）
- 内務省国境・国内軍総局（1956年6月 - 1957年4月）
- 閣僚会議附属国家保安委員会（KGB）国境軍総局（1957年4月 - 1978年7月）
- 国家保安委員会国境軍総局（1978年7月 - 1991年12月）
- ソ連国境警備委員会（1991年12月 - 1992年）
- ロシア保安省（1992年 - 1993年）
- ロシア連邦国境庁/国境軍総司令部（1993年 - 1994年）
- ロシア連邦国境庁（FPS）（1994年 - 2003年3月）
- ロシア連邦保安庁（FSB）国境部（2003年3月 -）

## 機構

### 地域機関
2004年7月、国境軍は、国境線に沿ったライン警備の原則から地域・主体の原則に転換した。これと関連して、国境軍の機構は、連邦管区レベルの地域国境局と30の国境局に再編された。また、沿岸警備隊も創設された。
- 中央連邦管区地域国境局
- 南部連邦管区地域国境局
- ウラル連邦管区地域国境局
- 沿ヴォルガ連邦管区地域国境局
- シベリア連邦管区地域国境局
- 北西地域国境局
- 北極地域国境局
- 極東連邦管区地域国境局

### 教育施設
- ロシアFSB国境アカデミー
- ニジェゴロド国立医科アカデミー附属ロシアFSB国境部軍医大学
- ロシアFSB国境庁ゴリツィン軍事大学
- ロシアFSB国境庁カリーニングラード軍事大学
- ロシアFSB国境庁クルガン軍事大学
- ロシアFSB国境庁モスクワ軍事大学
- ロシアFSB国境庁ハバロフスク軍事大学
- ロシアFSB国境庁第1幼年学校

### 部隊建制
ロシアの国境警備は、ロシア帝国時代以来、軍事的アプローチを採用しているが、部隊呼称は軍と異なる。
- 国境支隊（ロシア語: погран-отряд） - 連隊に相当。本級より軍旗と通称番号（в/ч#####）が付与される。
- 国境警備司令部（ロシア語: погран-комендатуры） - 大隊に相当
- 国境前哨（ロシア語: погран-застава） - 中隊に相当

## 装備

### 艦艇
- 国境警備艦
  - プロジェクト97P
  - プロジェクト1135.1
  - プロジェクト745
  - プロジェクト1241.2
  - プロジェクト1208
  - プロジェクト205P
  - プロジェクト10410
  - プロジェクト1248
  - プロジェクト22100
- 国境警備艇
  - プロジェクト1496
  - プロジェクトRM376
  - プロジェクトP1415
  - プロジェクト1400
  - プロジェクト371U
- 哨戒船艇
  - プロジェクト502
  - プロジェクト13031
  - コマンドール（Командор）
  - ウラガン（Ураган）
- 補給艦艇
  - プロジェクト1595
  - プロジェクト16900A
  - プロジェクト16931
  - プロジェクト1481

## 歴代総司令官
| 職名                    | 氏名                       | 階級     | 在任期間      | 出身校                                  | 前職        |
| ----------------------- | -------------------------- | -------- | ------------- | --------------------------------------- | ----------- |
| FPS長官                 | コンスタンチン・トーツキー | 上級大将 | -2003.3       |                                         |             |
| FSB第一次官兼国境庁長官 | ウラジーミル・プロニチェフ | 上級大将 | 2003.7-2013.3 | KGBアルマ・アタ高等国境指揮学校         | FSB第一次官 |
| FSB第一次官兼国境庁長官 | ウラジーミル・クリショフ   | 上級大将 | 2013.3-       | F.E.ジェルジンスキー記念ソ連KGB高等学校 |             |

## ロシアのウクライナ侵攻
2022年ロシアのウクライナ侵攻では、クリミア半島に駐屯する部隊が2月24日に全面侵攻が始まると一番最初にロシア軍の攻撃を受けることとなるヘルソン州に駐屯するウクライナ国家国境庁の部隊に侵攻直前の22日から23日にかけて合図を送り逃げるように警告していた。
ベルゴロド州やクルスク州の部隊は、たびたび越境攻撃をしてくる反プーチン派ロシア人のロシア義勇軍団、自由ロシア軍団と戦った。